# 부산산업
부산산업(Busan Industrial Co. Ltd.)은 대한민국의 레미콘 기업이다. 본사는 부산광역시 사상구 감전동 953-3에 위치해 있으며 대표이사는 정영교이다

## 남북경협주
과거 개성공단에 입주했던 기업으로 북한 철도사업 관련 남북경협주로 여겨진다

## 참고 문헌
1. ↑  홍성용, 부산 엑스포 테마주 급락, 매일경제, 2023년 11월 29일
2. ↑  부산산업, 정영교 대표이사 선임, 파이낸셜뉴스, 2021년 5월 7일
3. ↑  트럼프-김정은 다시 만날까?…'남북경협주' 인디에프·부산산업 상한가, 머니투데이, 2024.11.27